# Xã Spring Grove, Quận Houston, Minnesota
Xã Spring Grove (tiếng Anh: Spring Grove Township) là một xã thuộc quận Houston, tiểu bang Minnesota, Hoa Kỳ. Năm 2010, dân số của xã này là 402 người.